# Pritiazhenie
Pritiazhenie (del ruso Притяжение), titulada en español Invasión: La guerra ha comenzado o Attraction: La guerra ha comenzado y en inglés Attraction, es una película rusa de ciencia ficción, drama y romance de 2017 dirigida por Fiódor Bondarchuk, con el guion de Andréi Zolotáriov y Oleg Malovichko.

## Argumento
Los personajes principales son el coronel Valentín Lebédev, su hija Yulia, un alienígena Jekon (o Jakon) y el novio de Yulia, Artiom (también Tiom), quien será el principal antagonista de la película.
Jekon viene de una civilización avanzada cuyos miembros no envejecen ni mueren; su meta era hacer una investigación al fondo de los terrícolas para decidir si merece la pena hacer un primer contacto con la civilización terrestre. Su nave resulta dañada por la lluvia de asteroides observada por todo el mundo. La nave pierde su motor de invisibilidad y es vista por el ejército ruso e inmediatamente atacada y derribada. Al caer a la tierra destruye varios edificios, matando cientos de personas, incluida la amiga de Yulia y Tiom, Svetlana, cuando estaba mirando a los meteoros desde el tejado de un edificio.
El gobierno ruso envía una delegación para establecer contacto con los alienígenas y descubrir qué quieren. Después de ese contacto, las autoridades, aceptando las peticiones de los alienígenas, deciden dejar de hacer contactos con ellos y permitirles arreglar sus naves (para eso son necesarias grandes cantidades de agua). El área donde se halla la nave queda cortada al tráfico y protegida por los militares, lo que más tarde despertará en la población mucho descontento y rabia.
Yulia, Tiom y sus amigos se cuelan en la zona prohibida intentando investigar por su cuenta. Allí, Yulia casi muere al derrumbarse un fragmento del edificio y es salvada por un alienígena llamado Jekon. Los amigos de Yulia creyendo que está siendo atacada por Jekon, lo enfrentan y vencen, y se quedan con su armadura para 
investigarla más tarde en su garaje y dejan a Jekon inconsciente en el edificio.
Sin embargo, Yulia y un compañero suyo de clase apodado "Google", se vuelven a colar en el edificio queriendo rescatar al alienígena. Aprovechando los contactos de su padre (que es coronel) Yulia se hace con un quirófano a su plena disposición, trasladan allá al alienígena y lo salvan haciéndole una transfusión con la sangre de Yulia.
Después de hablar con Jekon, Yulia decide ayudarle a terminar las reparaciones de su nave (para eso necesitan un dispositivo confiscado por el ejército). Mientras tanto, en las calles de Moscú crece el descontento general; en las redes sociales se hacen virales los estados que animan a agresiones contra los alienígenas, la gente se rebela y decide acudir al lugar donde se encuentra la nave.
Habiéndose hecho con el dispositivo necesario para despegar, Yulia y Jekon se dirigen a ella. Llegando a ella los ataca Artiom vestido con el traje armadura alienígena, lo que le da mucha más fuerza y habilidades, también se está desarrollando una agresión masiva de la población moscovita rebelada contra los extraterrestres. Después de un tiempo de pelear, los agresores son pacificados por el ejército, sin embargo, Yulia resulta fatalmente herida por el disparo de mano de Artiom (quién quería matar a Jekon). El alienígena para evitar la muerte de la chica le concede su inmortalidad. Los dos son llevados al interior de la nave y metidos en unos sarcófagos curativos. El coronel Lebédev pregunta por el estado de Yulia. Le dicen que su hija vivirá. También pregunta por Jekon, le contestan que él tenía previsto vivir para siempre, como toda su especie, sin embargo, renunció a ello salvando a la chica. Lebédev también se muestra interesado por los propósitos de la misión alienígena. La voz de la interfaz le explica que querían investigar a los terrícolas para decidir si harían un primer encuentro de las civilizaciones, lo que les resulta mala idea debido a los muchos conflictos militares que se llevaban y siguen llevando a cabo en el planeta azul. Aun así, la interfaz dice también, que las esperanzas aún quedan; que tienen que revisar y meditar sobre la situación de la que acababan de ser testigos: Yulia intentó salvar a un alienígena y más, ese alienígena dio su inmortalidad para salvar a la terrícola. Al final, los extraterrestres se van de la tierra llevándose también a Jekon.
El final de la película es un monólogo filosófico de Yulia, en el cual dice ella que la verdad de todos los acontecimientos es la siguiente: unos extraterrestres de muy lejos lograron a confiar en el género humano aún más que los mismos humanos en sí mismos. Cabe decir que al final, en la última escena, Jekon mueve la cabeza en su cápsula dando a entender que está vivo (posiblemente en una nueva película).

## Reparto
- Irina Starshenbaum como Yulia Lebédeva,
- Aleksander Petrov como Artiom,
- Oleg Ménshikov como el coronel Valentín Lebédev,
- Rinal Mukhametov como Jakon/Jariton,
- Nikita Kukushkin como Ruslán,
- Yevgueni Sangádzhiev como Pitón,
- Alekséi Maslodúdov,
- Yevgueni Mijeyev como Google,
- Antón Shpínkov,
- Yevgueni Koriakovski como el profesor,
- Daria Rudenok como Svetlana Morózova,
- Lyudmila Maksakova como Liuba, la abuela de Yulia,
- Igor Serebriani,
- Serguéi Barkovski,
- Mijaíl Mirónov,
- Denis Karásev,
- Aleksandr Nikolski como el capitán de la nave (del ejército ruso),
- Serguéi Shatálov como Mishkin, el teniente mayor,
- Oleg Novíkov.
- Leonid Leftérov como guardaespaldas,
- Serguéi Bélov,
- Nikita Tarásov como diputado de la Duma Estatal,
- Serguéi Garmash como primer ministro,
- Aleksandr Kóltsov.[2]

## Producción
El rodaje comenzó en noviembre de 2015.

## Recepción
Pritiazhenie recibió críticas tanto positivas como negativas por parte de los medios rusos y extranjeros, tales como Afisha, Kommersant, Mir Fantastiki, KG-portal, The Holywood Reporter, entre otros.

## Secuela
En 2020 fue publiada la secuela, titulada Attraction 2ː Invasión, Вторжение en ruso. La acción de la película se desarrolla después de los acontecimientos descritos en Attraction.